# 中井学
中井 学（なかい がく、1972年4月14日 - ）は、日本のプロゴルフコーチ。大阪府豊中市出身。

## プロフィール
ゴルフとの出会いは、小学校の頃で、父に連れられて練習したのがきっかけ。14歳で本格的に始めるも、当時のゴルフ場はバブル崩壊後ということもあり高額だったため、練習はあまりできなかった。にも関わらず、ラウンド5回目にして73を出す。高校進学後、3年生時に日本ジュニアに出場する。
1992年7月に渡米し、カリフォルニア州グレンドーラにあるシトラスコミュニティカレッジに入学。1年目は勉学、2年目にはケガで苦しむも3年目には勉学も順調になり、ゴルフ部では代表になる。
大学3年生時に部活のチームメイトから「凄腕のティーチングがいるからレッスン受けてみたら」と勧められ、30分100ドルで受けてみるも、「君はリズムだけ考えればいいよ」としか言われず、失望する。中古でビデオカメラを買い、自分のスイングを独学していると、周りから俺も撮ってよと言われ、ついでにアドバイスをしていると口コミで話題になりボランティアでレッスンを行うことに。これがきっかけとなりコーチングの道を目指すこととなる。
アメリカでの永住権を取得できず同国でのプロ転向を断念し1997年に帰国。2003年よりプロのコーチとして活動を始める。

## 出演
- 中井学の超ゴルフ学（BS11デジタル）
- 中井学のゴルフ新理論（BS11デジタル）
- 日曜ゴルフっしょ（テレビ東京）
- ジュニアゴルフ部はじめました（BSテレビ東京）

## ネット配信
- ガチバトGOLF（2022年1月4日・2月4日・3月4日、Youtube[5]・U-NEXT）

## 著書
- 中井学プロのシンプルゴルフ 90が切れるスウィング（2018年9月27日、ゴマブックス）ISBN 4814920326
- 体が硬い人のためのゴルフスイング講座（2018年10月23日、学研プラス）ISBN 4058009683
- 週1回30球で上手くなる！大人のゴルフ練習帳（2019年1月16日、日本文芸社）ISBN 4537216492
- 【図解】シンプルゴルフのすすめ: 本当に必要なことはたったコレだけ!（2020年3月24日、河出書房新社）ISBN 4309287891
- 誰もいわなかったゴルフの基本: 本当に必要なことはたったコレだけ!!（2020年11月11日、河出書房新社）ISBN 4309288367